# 5637 Gyas
Az 5637 Gyas (ideiglenes jelöléssel 1988 RF1) egy kisbolygó a Naprendszerben. Carolyn és Gene Shoemake fedezte fel 1988. szeptember 10-én.